# Boyscation
Boyscation (tiếng Quảng Đông: 仔仔一堂; Việt bính: Zai2 zai2 jat1 tong4) là một chương trình truyền hình thực tế hẹn hò đồng tính nam do Công ty TNHH Phát thanh Truyền hình Hồng Kông sản xuất. Chương trình khởi chiếu trên kênh J2 vào ngày 28 tháng 11 năm 2022.

## Boyscation (mùa 1)

### Người tham gia

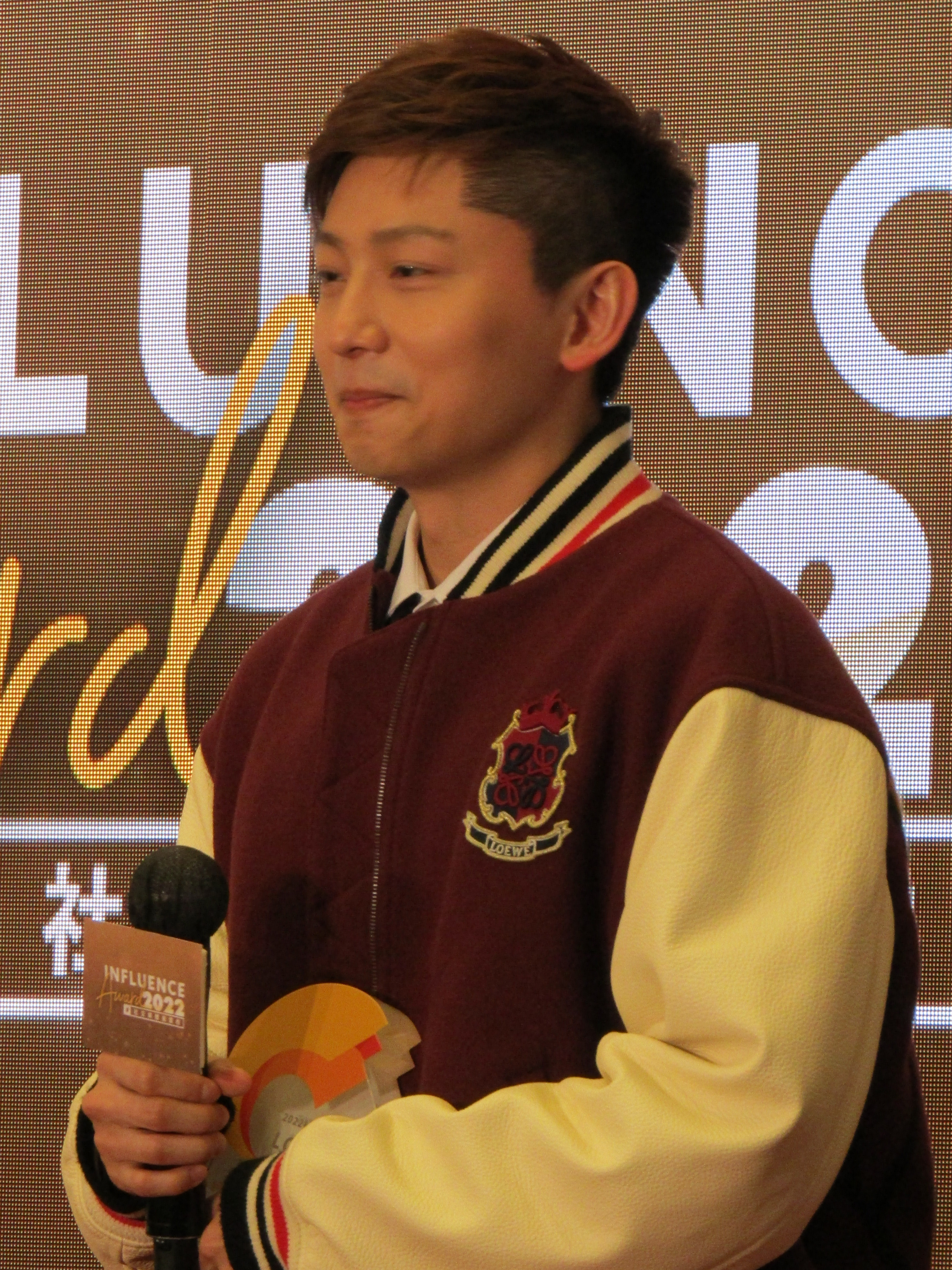
Juzco tham gia chương trình.

| Tên                            | Nghề nghiệp                                                   | Tập   |
| ------------------------------ | ------------------------------------------------------------- | ----- |
| Ray (馬柏斯/Mã Bách Tư)        | Giám đốc kinh doanh sắc đẹp                                   | 1–20  |
| Kevin (蔡凱文/Thái Khải Văn)   | Huấn luyện viên bơi lội                                       | 1–20  |
| Juzco (藍源瑋/Lam Viên Vi)     | KOL                                                           | 1–20  |
| Kenny (楊志平/Dương Chí Bình)  | Đầu bếp riêng                                                 | 1–20  |
| Andrew (Andrew Pau Hoang)      | Giảng viên trường cao học đại học Hồng Kông                   | 1–20  |
| Nelbon (嚴啟剛/Yến Kỳ Cương)   | Nhân viên pha chế, thiết kế đồ họa                            | 1–20  |
| Howard (陳皓雲/Trần Hạo Vân)   | Nghệ sĩ violin, người mẫu                                     | 1–20  |
| Carson (梁玉麟/Lương Ngọc Lâm) | Nhà thiết kế hoa                                              | 1–20  |
| HoHo (陳昊霆/Trần Hạo Đình)    | Diễn viên sân khấu                                            | 1–16  |
| Louis                          | Giám đốc tuân thủ và quản lý rủi ro ngành tài chính công nghệ | 1–20  |
| Nathan (Nathan Naidu)          | Nhà phân tích chứng khoán                                     | 14–20 |
| Felix (羅菲力/Lạc Phi Lê)      | Nghệ sĩ trang điểm                                            | 14–20 |

### Các tập
| Số tập | Ngày phát sóng | Tiêu đề                                   | Khách mời |
| ------ | -------------- | ----------------------------------------- | --------- |
| 01     | 28 tháng 11    | Gặp gỡ đầu tiên                           |           |
| 02     | 29 tháng 11    | Tìm hiểu nhau                             |           |
| 03     | 30 tháng 11    | Ấn tượng đầu tiên                         |           |
| 04     | 1 tháng 12     | Thi nấu ăn "Coming Out"                   | Janet Ma  |
| 05     | 2 tháng 12     | Hãy kể mọi chuyện từ tận đáy lòng         | Janet Ma  |
| 06     | 5 tháng 12     | Bình chọn CP tuyệt vời nhất               | Marco     |
| 07     | 7 tháng 12     | Có một cảm giác trong tâm trí             |           |
| 08     | 8 tháng 12     | Ngồi nói chuyện về "yêu đương"            |           |
| 09     | 9 tháng 12     | Nghe những bản ghi âm đầy cảm xúc         |           |
| 10     | 12 tháng 12    | Nhóm tình nguyện "Zai Zai" đang hoạt động |           |
| 11     | 13 tháng 12    | Hãy thử yêu đương theo nhóm               | Regen C.  |
| 12     | 14 tháng 12    | Tiếp tục "thử yêu đương"                  |           |
| 13     | 15 tháng 12    | Hẹn hò với ảnh theo cặp                   |           |
| 14     | 16 tháng 12    | "Zai Zai" mới tham gia                    |           |
| 15     | 19 tháng 12    | Buổi hẹn hò ngọt ngào                     |           |
| 16     | 20 tháng 12    | Buổi hẹn hò đầu tiên của "Zai Zai" mới    | Catry Lee |
| 17     | 21 tháng 12    | Hãy thử yêu lại vào một buổi hẹn hò       | Debbie    |
| 18     | 22 tháng 12    | Cặp đôi "Zai Zai" mới                     |           |
| 19     | 23 tháng 12    | Sự lựa chọn cuối cùng                     |           |
| 20     | 23 tháng 12    | Sự lựa chọn cuối cùng                     | Kevin C.  |

## Boyscation Too (mùa 2)
Boyscation Too là một chương trình truyền hình thực tế hẹn hò đồng tính nam do Hồng Kông sản xuất, và là mùa thứ hai của chương trình Boyscation được phát sóng trên kênh Truyền hình Giải trí Hồng Kông ViuTV.

### Người tham gia
| Tên                          | Tuổi          | Nghề nghiệp                                      | Tập  |
| ---------------------------- | ------------- | ------------------------------------------------ | ---- |
| Kendrick                     | 25            | Quản lý cửa hàng thịt đông lạnh                  | 1–20 |
| Ivan                         | 35            | Tư vấn PR truyền thông kỹ thuật số               | 1–20 |
| Antony                       | 44            | Tư vấn lập kế hoạch kinh doanh                   | 1–20 |
| Yiboh (蔡依寳/Thái Nhất Bảo) | 26            | Nhà thiết kế thời trang                          | 1–20 |
| Calvin                       | 35            | Phó giám đốc/Dược sĩ dược phẩm toàn cầu          | 1–20 |
| Jason (傅樂軒/Phó Lạc Huyền) | 29            | Giám đốc tiếp thị và sáng tạo trung tâm thể hình | 1–20 |
| Stone                        | 34            | Chuyên gia nước hoa                              | 1–20 |
| Tyler (李太辣/Lý Thái Lạt)   | 24            | Bác sĩ                                           | 1–20 |
| Lori                         | 29            | Cố vấn tài chính                                 | 1–20 |
| Kurt                         | 20            | Sinh viên khoa mỹ thuật                          | 1–20 |
| Nelbon (嚴啟剛/Yến Kỳ Cương) | Không tiết lộ | Nhân viên pha chế chuyên nghiệp                  | 4–20 |
| Juzco (藍源瑋/Lam Viên Vi)   | 35            | KOL/Diễn viên                                    | 4–20 |

### Các tập
| Số tập | Ngày phát sóng | Tiêu đề                                     | Địa điểm        |
| ------ | -------------- | ------------------------------------------- | --------------- |
| 1      | 7 tháng 10     | "Zai Zai" lần đầu gặp mặt                   | Hồng Kông       |
| 2      | 8 tháng 10     | Trò chơi liên lạc đầy đủ                    | Hồng Kông       |
| 3      | 9 tháng 10     | Ấn tượng đầu tiên: Bình chọn chân thành     | Hồng Kông       |
| 4      | 10 tháng 10    | Hành trình tìm kiếm tình yêu ở Bali bắt đầu | Bali, Indonesia |
| 5      | 11 tháng 10    | Lời nhắn ấm lòng                            | Bali, Indonesia |
| 6      | 14 tháng 10    | CP xuất hiện                                | Bali, Indonesia |
| 7      | 15 tháng 10    | Cởi mở và tìm hiểu nhau                     | Bali, Indonesia |
| 8      | 16 tháng 10    | Trận chiến vì "Zai Zai"                     | Bali, Indonesia |
| 9      | 17 tháng 10    | Ngày của đối thủ                            | Bali, Indonesia |
| 10     | 18 tháng 10    | Bản ghi âm nhịp tim                         | Bali, Indonesia |
| 11     | 21 tháng 10    | Hình ảnh mơ hồ                              | Bali, Indonesia |
| 12     | 22 tháng 10    | Vua bình chọn buộc phải nhận tội            | Bali, Indonesia |
| 13     | 23 tháng 10    | Ngày thú vị                                 | Bali, Indonesia |
| 14     | 24 tháng 10    | Đêm qua ở Bali: Trận đấu hấp dẫn            | Bali, Indonesia |
| 15     | 25 tháng 10    | Hẹn hò lãng mạn được sắp xếp cẩn thận       | Hồng Kông       |
| 16     | 28 tháng 10    | Một cuộc hẹn hò khác thường                 | Hồng Kông       |
| 17     | 29 tháng 10    | Người thứ ba xuất hiện?                     | Hồng Kông       |
| 18     | 30 tháng 10    | Cậu ready chưa?                             | Hồng Kông       |
| 19     | 31 tháng 10    | Thành đôi cuối cùng                         | Hồng Kông       |
| 20     | 1 tháng 11     | Buổi hội ngộ cảm động                       | Hồng Kông       |

## Giải thưởng
Chương trình được chọn là một trong năm chương trình tạp kỹ hay nhất trong Giải thưởng Truyền hình Dân gian lần thứ 7 và là chương trình duy nhất của TVB lọt vào danh sách.